# Hospital José Ramón Vidal
El Hospital José Ramón Vidal, conocido simplemente como “Hospital Vidal”, es uno de los siete hospitales de la ciudad de Corrientes, Argentina. Está emplazado en casi dos hectáreas, entre las calles: Necochea, José Ramón Vidal, Las Heras y Héroes Civiles. El acceso principal es por calle Necochea 1050. El acceso para Emergencias es por calle Vidal, y el acceso al servicio de Maternidad es por calle Las Heras esquina Vidal.
Un pasillo cubierto de aproximadamente seis metros de ancho, construido sobre calle Las Heras sirve de conexión de los pabellones del  Hospital con el sector de Maternidad. El acceso para ambulancias es por calle J. R. Vidal (continuación de calle San Juan), también con espacio para Personal de Vigilancia y la oficina de Admisión.
El servicio de Maternidad es considerado el más grande de la Provincia, con un promedio de 300 nacimientos mensuales. Disponen del Laboratorio de Pesquisa Neonatal, el Área de Registro Civil o Registro Nacional de las Personas (RENAPER), la Sala de Partos y Sala de Dilatante, el Sector de Admisión, Emergencias, Sala de Internación, Sala de Espera, Sala de Acceso y el Quirófano de Neonatología.

## Historia
El actual emplazamiento del Hospital, originariamente fue destinado a depositar materiales explosivos, que en esa época comercializaba el negocio llamado 'La Pólvora'. Cuando trasladaron el depósito, con subsidio nacional se creó la denominada “Casa de Aislamiento”, dependiente del “Consejo de Higiene” (ente rector de la Salud Pública de esa época). En el año 1920 dicha casa fue llamada “Héroes Civiles” en honor a las personas que ofrendaron su vida asistiendo a los enfermos de la epidemia de la fiebre amarilla de 1871.
Durante la construcción del Hospital, el 23 de septiembre de 1926 el Senado y la Cámara de Diputados de la Provincia de Corrientes sancionaron la Ley Provincial 540 en la cual se impone el nombre del benemérito médico correntino “Doctor José Ramón Vidal”, en homenaje de gratitud del pueblo de Corrientes a la memoria de tan esclarecido filántropo, que en cumplimiento de su deber profesional durante la epidemia sucumbió víctima del flagelo de la fiebre amarilla en 1871, y cuando este facultativo tenía la alta representación de Senador por Corrientes en el Congreso Nacional, que despojándose de esa posición concurrió en persona a mitigar el sufrimiento de sus semejantes hasta dejar su vida en la misión.
En 1934 este hospital pasa a depender directamente del Gobierno Nacional.
Por la construcción de la actual avenida Costanera norte Gral. José de San Martín, en 1935 este Hospital fue trasladado al antiguo "hospital San Juan" (actual Hotel de Turismo), por entonces hospital de hombres, a las instalaciones del Hospital de Aislamiento Doctor José Ramón Vidal.
Desde el principio este nosocomio tiene cinco pabellones, tres de ellos se designan con los nombres de facultativos que en pleno ejercicio profesional fueron víctimas de la epidemia: el primer Pabellón se denomina “Dr. Javier Pueydemasa”, médico de policía durante el flagelo; el segundo Pabellón “Dr. Carlos Fossati”, miembro de la comisión municipal y que no desertó de su puesto en esa hora de peligro; y el tercero lleva la denominación de Pabellón “Dr. José María Mendíaz”, quien ejercía el cargo de miembro del tribunal de medicina de la Provincia. Así mismo, en el primer pabellón, la Sala 1 se denomina: “Practicante Carlos Harvey” y la Sala 2 “Practicante Luís Baibiene”.
Posteriormente se sucedieron múltiples reformas hasta llegar al edificio actual del Hospital Vidal. 

## Actualidad
Este Hospital dispone del Servicio de Diagnóstico por Imágenes, con equipamientos para realizar estudios de alta complejidad. Está también instalado un digitalizador y dos salas completas con equipos de radiología, además del tomógrafo.
Tiene un Departamento de Oncología, que cuenta con 20 camas para el Sector de Internaciones de varones y mujeres, habitaciones con baños privados, Estaciones de Enfermería, Cirugía, Oficinas para todos los servicios, Sala de Reuniones para Médicos y Residencia de Enfermería Oncológica. Además dispone del Hospital de Día con 20 sillones para quimioterapia ambulatoria, cuidados paliativos con seis habitaciones individuales, Banco de Drogas Antineoplásicas, Radioterapia, entre otras.